# Gualterio I Grenier
Gualterio I Grenier (o Gualterio de Cesarea) (muerto en 1154) fue el señor de Cesarea en el Reino de Jerusalén, sucediendo a su padre Eustaquio (muerto en 1123). Fue el hermano gemelo de Gerardo de Grenier, señor de Sidón (a veces conocido como Eustaquio II).
Según Guillermo de Tiro, Gualterio era «de buen aspecto y era famoso por su fuerza». Su madre Emelota se volvió a casar con Hugo II de Le Puiset, un primo de la reina Melisenda, cuya relación con la reina era sospechosa de ser «demasiado familiar». Gutierre, impulsado por el esposo de Melisenda Fulco, acusó a su padrastro de traición ante la Haute Cour. Hugo negó la acusación y se decretó que la disputa debía ser resuelta por un juicio por combate, pero Hugo no se presentó en el día señalado, en cambio, se alió con la guarnición musulmana de Ascalón y lideró una rebelión contra Fulco. Posteriormente fue condenado al exilio.
En 1148 Gualterio estuvo presente en el Concilio de Acre, donde la nobleza de Jerusalén se reunió con Luis VII de Francia y Conrado III de Alemania y otros magnates europeos que habían llegado en la Segunda Cruzada.
Gualterio se casó con una mujer llamada Juliana, y fue sucedido por su hijo Hugo como señor de Cesarea.